# Rózsa Péter
Pour les articles homonymes, voir Peter.
Dans le nom hongrois Péter Rózsa, le nom de famille précède le prénom, mais cet article utilise l’ordre habituel en français Rózsa Péter, où le prénom précède le nom.
Rózsa Péter (17 février 1905 - 16 février 1977) était une mathématicienne hongroise. Elle est connue pour ses travaux sur la théorie des fonctions récursives . Elle a notamment simplifié, en 1935, la présentation de la fonction d'Ackermann  en la décrivant comme une fonction à deux paramètres entiers naturels ; sous cette forme, la fonction est souvent appelée fonction d'Ackermann-Péter.

## Formation et carrière
Rózsa Péter (née Politzer) est née à Budapest en Hongrie. Elle a suivi les cours à l'université de Budapest, en commençant par étudier la chimie avant de bifurquer vers les mathématiques, où elle suit les cours de Lipót Fejér et József Kürschák, et elle y rencontre László Kalmár avec qui elle collaborera quelques années plus tard, et Kalmár l'encourage à poursuivre sa passion des mathématiques.
Elle est diplômée en 1927, mais ne trouve pas de poste d'enseignement permanent bien qu'elle ait réussi les examens la qualifiant comme professeur de mathématiques. En raison des effets de la Grande Dépression, de nombreux diplômés de l'université ne trouvent pas de travail et Péter donne des cours privés. À cette époque, elle entame ses études doctorales et soutient son doctorat en 1935.
Pendant l'occupation de la Hongrie par l'Allemagne nazie, le régime lui interdit d'enseigner du fait de sa judéité, elle est même brièvement confinée dans un ghetto à Budapest. Après la guerre, elle publie son ouvrage le plus important : Recursive Functions. Elle enseigne à l'université de Budapest jusqu'à sa retraite en 1975.

## Travaux
Initialement, Péter effectue ses recherches doctorales en théorie des nombres. Quand elle découvre que ses résultats avaient déjà été prouvés par Robert Carmichael et L. E. Dickson, elle abandonne les mathématiques pour se consacrer à la poésie. Néanmoins, László Kalmár arrive à convaincre son amie de revenir aux mathématiques et lui suggère de s'intéresser aux travaux de Kurt Gödel sur la théorie de l'incomplétude. Elle travaille à des preuves différentes, de son crû, des travaux de Gödel.
Péter présente les résultats de son article sur la théorie récursive, « Rekursive Funktionen », au congrès international des mathématiciens à Zurich, en 1932. Pour ses recherches, elle reçoit un doctorat summa cum laude en 1935. En 1936, elle présente un article intitulé « Über rekursive Funktionen der zweite Stufe » au congrès international des mathématiciens à Oslo. Ces articles ont contribué à fonder le champ moderne de la théorie des fonctions récursives comme domaine indépendant de recherche mathématique.
En 1937, elle est rédactrice pour le Journal of Symbolic Logic.
Durant la Seconde Guerre mondiale, elle écrit son livre Playing with Infinity: Mathematical Explorations and Excursions, un livre sur la théorie des nombres et la logique. Publié à l'origine en hongrois, il est traduit en anglais et au moins une douzaine d'autres langues.
À la fin de la guerre en 1945, Péter obtient son premier poste d'enseignement à temps complet au Budapest Teachers’ Training College. En 1952, elle est la première hongroise à obtenir un Academic Doctor of Mathematics. Après la fermeture du College en 1955, elle enseigne à l'Université Eötvös Loránd jusqu'à sa retraite en 1975. Elle était une professeure populaire, appelée "Tante Rózsa" par ses étudiants.
En 1951, elle publie son livre majeur, Recursive Functions (Rekursive Funtionen). Elle continue à publier d'importants articles sur la récursivité tout au long de sa vie. En 1959 elle présente un article majeur « Über die Verallgemeinerung der Theorie der rekursiven Funktionen für abstrakte Mengen geeigneter Struktur als Definitionsbereiche » au Symposium International à Varsovie, publié ensuite en deux parties en 1961 et 1962.
Elle commence dès le milieu des années 1950, à appliquer la théorie des fonctions récursives aux ordinateurs. Son dernier ouvrage, publié en 1976, est  intitulé Recursive Functions in Computer Theory. Publié à l'origine en hongrois, il est traduit en anglais en 1981.

## Prix et distinctions
Elle a reçu le prix Kossuth en 1951.
Elle est également lauréate du prix Manó Beke décerné par la Société mathématique de Hongrie en 1953, du Silver State Prize en 1970, et du Gold State Prize en 1973. En 1973, elle devient la première femme à être élue à l'Académie hongroise des sciences.